# Màxim tèrmic del Cretaci
El Màxim Tèrmic del Cretaci, també conegut com a Òptim Tèrmic del Cretaci, fou un període d'escalfament climàtic que va assolir el seu punt més elevat fa aproximadament 90 milions d'anys, durant l'estatge Turonià de l'època del Cretaci Superior. El Màxim Tèrmic del Cretaci es caracteritzà per un important increment de les temperatures globals degut a les altes concentracions de diòxid de carboni a l'atmosfera.

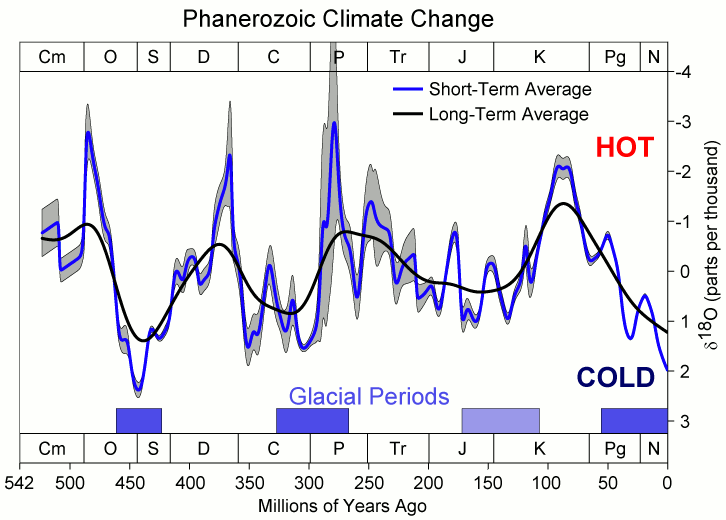
Concentració d'isòtops d'oxigen-18 durant l'eó Fanerozoic, des de fa 500 milions d'anys fins a l'actualitat. Les concentracions d'oxigen-18 fluctuen en correlació amb els períodes glacials i interglacials.

## Característiques
Durant el Màxim Tèrmic del Cretaci, els nivells de diòxid de carboni atmosfèric van augmentar a per sobre de les 1000 parts per milió (ppm), molt més elevat que la mitjana pre-industrial de 280 ppm. Aquest increment va resultar en una intensificació de l'efecte hivernacle, cosa que va conduir a un increment global de temperatura. A les biosferes marines, hi predominaven foraminífers cristal·lins, un canvi ecològic indicatiu de condicions climàtiques càlides.
El Màxim Tèrmic del Cretaci va començar durant la transició entre els estatges Cenomanià i Turonià, període en el qual es produí una important disrupció del clima global i una reducció de la concentració d'oxigen als oceans. El Màxim Tèrmic del Cretaci va ser la disrupció més extrema del cicle de carboni en els darrers 100 milions d'anys.

## Causes geològiques
Fa entre 250 i 150 milions d'anys, la major part de la terra emergida del planeta Terra formava part del supercontinent Pangaea, que es trobava rodejat per un gran oceà. Durant la descomposició progressiva de Pangaea (des de fa 150 a 130 milions d'anys), es va començar a formar la "Porta Atlàntica" a l'oceà Atlàntic primigeni. Aquests canvis en la geografia dels oceans van contribuir a alliberar hidrat de metà que es trobava en forma sòlida als sediments oceànics. Un cop l'hidrat de metà arriba a l'atmosfera en format de gas metà, esdevé un potent causant de l'efecte d'hivernacle i, per tant, afavoreix l'escalfament de la Terra. A més a més, el metà reacciona amb l'oxigen i produeix diòxid de carboni, que també contribuí a l'escalfament global.

## Progressió temporal
L'increment global de temperatures va començar durant l'estatge Albià (que va transcórrer entre fa 100,5 i 113 milions d'anys) i va arribar al seu punt màxim durant el Turonià (89,8-93,9 milions d'anys), tal com s'ha demostrat mitjançant mesuraments de la proporció d'isòtops estables d'oxigen en mostres de calcita provinents de sediments de foraminífers. Després, la superfície terrestre es va anar refredat gradualment fins al final de l'estatge Maastrichtià (66-72,1 milions d'anys). Durant el Turonià, es van produir diversos intervals de refredament puntual, però el clima va romandre majoritàriament càlid.

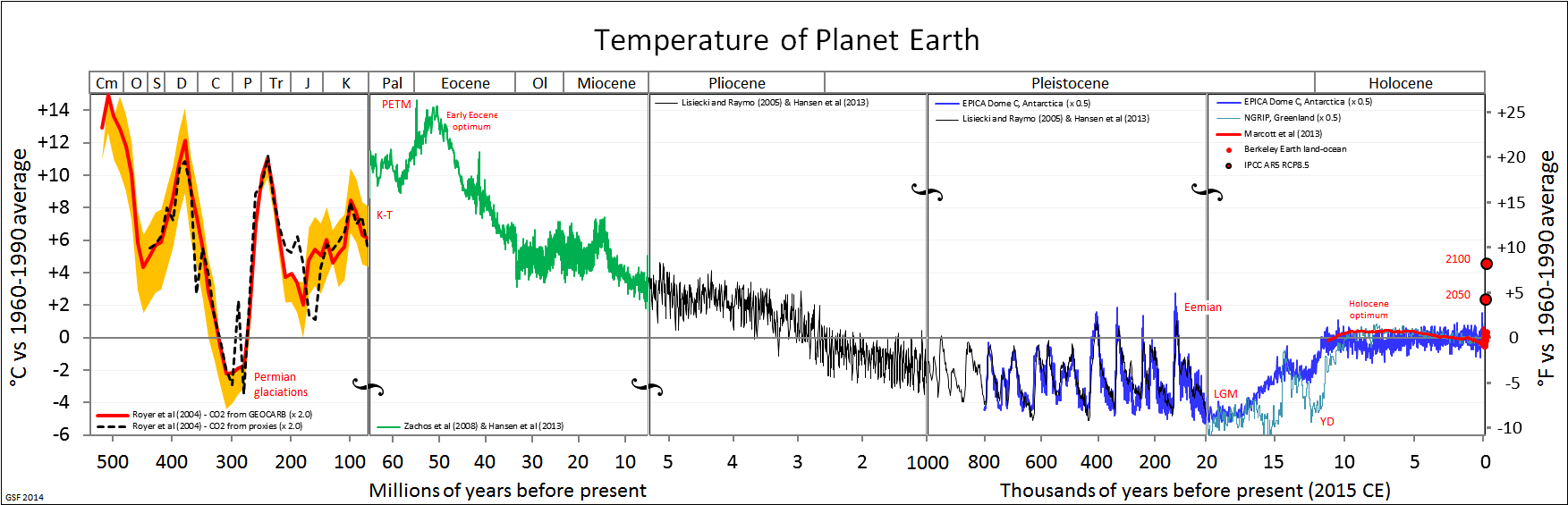
Temperatura mitjana de la Terra durant els darrers 500 milions d'anys. El Màxim Tèrmic del Cretaci correspon al darrer pic del primer panell (K). Noti's que l'escala temporal varia al llarg de l'eix horitzontal.

## Impacte
Durant el Cenomanià superior les temperatures a la superfície de l'Oceà Atlàntic equatorial eren substancialment més altes (entre ~33 °C i ~36 °C, depenent de les estimacions) que avui en dia (~27-29 °C). Les altes temperatures van contribuir a la diversificació d'espècies terrestres durant la Revolució Terrestre del Cretaci, així com a la creació d'oceans càlids i estratificats durant el segon esdeveniment anòxic oceànic (conegut per les sigles en anglès OAE-2, o "Oceanic Anoxic Event 2").